# Péter Vánky
Péter István Vánky, né le 28 juin 1968 à Târgu Mureș (Roumanie), est un escrimeur suédois. Vánky a représenté la Suède aux Jeux olympiques de 1988, 1992, 1996, 2000, avec pour meilleur résultat la cinquième place aux Jeux de Sydney en 2000.

## Carrière
Vánky obtient ses premiers résultats internationaux en individuels, aux championnats d'Europe. Il échoue deux fois en demi-finales, en 1995 1997 et récolte deux médailles de bronze. Puis, ce sont deux médailles d'argent, mondiales, qui récompensent sa carrière. Il est battu en finale des championnats du monde 1998 par Hugues Obry et en 1999 par l'Allemand Arnd Schmitt. Il décroche également une médaille de bronze, par équipes, en 2003.
Au cours de ses quatre Jeux olympiques, Vánky ne peut que s'approcher du podium, sans jamais l'atteindre, avec pour meilleure performance la cinquième place aux Jeux olympiques de Sydney. Bien qu'il n'ait jamais remporté de grand championnat international, il compte de nombreux podiums sur le circuit coupe du monde, dont trois victoires au Grand Prix de Berne (1993, 2000, 2003).

## Palmarès
- Championnats du monde d'escrime
  -  Médaille d'argent aux championnats du monde d'escrime 1999 à Séoul
  -  Médaille d'argent aux championnats du monde d'escrime 1998 à La Chaux-de-Fonds
  -  Médaille de bronze par équipes aux championnats du monde d'escrime 2003 à La Havane

- Championnats d'Europe d'escrime
  -  Médaille de bronze aux championnats d'Europe d'escrime 1997 à Danzig
  -  Médaille de bronze aux championnats d'Europe d'escrime 1995 à Keszthely